# Библиография Сатья Саи Бабы

## Книги Сатья Саи Бабы

### Книги, доступные в Интернете
- «Бхагавата Вахини» (1969) Bhagavatha Vahini (Повествование о Славе Господней (История Парикшита)[1]
- «Видья Вахини» (1981) Vidya Vahini (Поток просветляющего духовного знания)[2]
- «Гита Вахини» (1964—1965) Geetha Vahini (Поток Божественной Песни, Толкование философии Бхагавад Гиты)[3]
- «Джнана Вахини» (янв.1959 — февр.1962) Jnana Vahini (Поток Божественной Мудрости)[4]
- «Дхарма Вахини» (янв.1959 — февр.1962) Dharma Vahini (О Праведности)[5]
- «Дхьяна Вахини» (янв.1959 — февр.1962) Dhyana Vahini (О Медитации)[6]
- «Лила Кайвалья Вахини» (1984) Leela Kaivalya Vahini (Космическая Игра Бога)[7]
- «Прашанти Вахини» (янв.1959 — февр.1962) Prasanthi Vahini (Поток Высшего Мира)[8]
- «Прашнотхара Вахини» (1964 −1968) Prasnottara Vahini (Поток Вопросов и Ответов)[9]
- «Према Вахини» (1958) Prema Vahini (Поток Святой Любви)[10]
- «Рамакатха Расавахини» (1969—1977) — Rama Katha Rasavahini — Parts I & II — (Сказание о Господе Раме)[11]
- «Сатья Саи Вахини» (1979) Sathya Sai Vahini — (Поток Божественной Милости Саи)[12]
- «Сутра Вахини» (1982) Sutra Vahini — (Аналитические Афоризмы о Высшей Реальности, Толкование Брахма-сутр)[13]
- «Упанишад Вахини» (янв.1959 — февр.1962) Upanishad Vahini (Толкование 11 известных Упанишад)[14]

### Печатные издания книг Сатья Саи Бабы
- Бхагаван Шри Сатья Саи Баба. пер. Дхйана Вахини — СПб. : О-во ведич. культуры, 1992. — 58 с.
- Сатья Саи Баба. Бхагавата Вахини. Повествование о славе Господней. [пер. с англ. Сергачева Р.]. — М. : Амрита-Русь, 2004 (Киров : ОАО Дом печати — Вятка). — 303 с. ISBN 5-94355-174-3
- Сатья Саи Баба. Видья Вахини. Сутра Вахини. Издательство: Амрита-Русь, 2004 ISBN 5-94355-089-5
- Сатья Саи Баба. Гита Вахини. Книга 1.Издательство «Амрита-Русь», 2004 ISBN 5-94355-071-2
- Сатья Саи Баба. Гита Вахини. Книга 2. Издательство «Амрита-Русь», 2004 ISBN 5-94355-143-3
- Сатья Саи Баба. Дхарма Вахини, Джняна Вахини, Дхьяна Вахини. Издательство «Амрита-Русь», 2005. ISBN 5-94355-295-2
- Сатья Саи Баба. Лила Кайвалья Вахини. Космическая игра Бога. Издательство: Амрита-Русь, 2005  ISBN 5-94355-208-1
- Сатья Саи Баба. Прашанти Вахини, Према Вахини. Издательство «Амрита-Русь», 2004 ISBN 5-94355-176-X
- Сатья Саи Баба. Сказание о Раме : поток свящ. благодати : рамакатха расавахини / Рассказано Шри Сатья Саи Бабой; англ. пер. Н. Кастури; [пер. с англ.: Кирпичниковой О. В.]. — М. : София ; СПб. : Северо-Запад, 2004 (ППП Тип. Наука). — 571 с. ISBN 5-9550-0405-X (Издат. дом «София»)
- Сатья Саи Баба. Сказание о Раме. (Амрита-Русь) Рамакатха Расавахини. Издательство: Амрита-Русь, 2007. ISBN 978-5-9787-0087-9

## Книги, изданные на основе бесед, выступлений и лекций Сатья Саи Бабы

### Серия: Сатья Саи Баба говорит
Это перевод серии «Sathya Sai Speaks»
- Сатья Саи говорит. Том 1, Беседы Бхавагана Шри Сатья Бабы 1956—1960 гг. (пер. с англ.) 1998. ISBN 5-85976-132-5
- Сатья Саи говорит. Том 2. Букинистическое издание. СаиВеда, 2000. ISBN 5-93346-018-4
- Сатья Саи говорит. Том 3. Беседы Бхагавана Шри Сатья Саи Бабы. — М. : Амрита-Русь, (Киров ОАО Дом печати — Вятка). — 2008. — 255 с. ISBN 978-5-9787-0161-6
- Сатья Саи говорит. Том 6. Букинистическое издание. Издательство: СаиВеда, 1999. ISBN 5-93346-010-9
- Сатья Саи говорит. Том 7. Амрита-Русь, 2005. ISBN 5-94355-231-6
- Сатья Саи говорит. Том 8. — М. : Амрита-Русь, (Киров ОАО Дом печати — Вятка). — 2005. — 507 с. ISBN 5-94355-231-6
- Сатья Саи говорит. Том 10. Серия: Свет Божественной Истины. — М. : Амрита-Русь, (Киров ОАО Дом печати — Вятка). 2008. — 299с. ISBN 978-5-9787-0287-3
- Сатья Саи говорит. Том 11. Беседы Бхагавана Шри Сатья Саи Бабы. [пер. А. П. Язев]. — М. : Амрита-Русь, (Киров ОАО Дом печати — Вятка). — 2006. — 383 с. ISBN 5-94355-356-8
- Сатья Саи говорит. Том 12. Амрита-Русь, 2005. ISBN 5-94355-297-9
- Сатья Саи говорит. Том 13. Беседы Бхагавана Шри Сатья Саи Бабы в течение 1973—1974 гг. М. : Амрита-Русь, (Киров ОАО Дом печати — Вятка)- 2005. — 349 с. ISBN 5-94355-297-9
- Сатья Саи говорит. Том 13. PRASANTHI NILAYAM, 2010. ISBN 978-5-413-00108-0
- Сатья Саи говорит. Том 25. Беседы Бхагавана Шри Сатья Саи Бабы. — М. : Амрита-Русь, (Киров ОАО Дом печати — Вятка). — 2006. — 379 с. ISBN 5-94355-380-0
- Сатья Саи говорит. Том 26. Беседы Бхагавана Шри Сатья Саи Бабы. — М. : Амрита-Русь, 2005.(Киров ОАО Дом печати — Вятка). — 2005. — 413 с. ISBN 5-94355-234-0
- Сатья Саи говорит: Том 28. 2000 г. (пер. с англ. Кирпичниковой О.) ISBN 5-94165-003-5
- Сатья Саи говорит, том 33. М., Амрита-Русь, 2007. ISBN 5-94355-487-4

- Сатья Саи говорит. Беседы Бхагавана Шри Сатья Саи Бабы. Том 25. (1992 г.) / [Пер.: О. Шкавров].- СПб. : СаиВеда, — 2000. — 363 с. ISBN 5-5-94165-002-7 (ошибоч.)
- Сатья Саи говорит. Беседы Бхагавана Шри Сатья Саи Бабы. Том 26./ [Пер.: С. Шкавров, О Кирпичникова]. — СПб. : СаиВеда, — 2000. — 391 с. ISBN 5-93346-017-6
- Сатья Саи говорит. Беседы Бхагавана Шри Сатья Саи Бабы. Том 28./ [Пер.: О Кирпичникова]. — СПб. : СаиВеда, — 2000. — 377 с. ISBN 5-94165-003-5

### Серия: Летние ливни в Бриндаване
- Сатья Саи Баба. Летние ливни в Бриндаване — 1972. — СПб. : ИЧП «Лакшми» : Координац. ком. России центров Саи, 1997. — 287 с.; — Амрита-Русь, 2004. ISBN 5-94355-107-7
- Сатья Саи Баба. Летние ливни в Бриндаване — 1973. — СПб. : ИЧП «Лакшми» : Координац. ком. России центров Саи, 1996. — 254 с.
- Сатья Саи Баба. Летние ливни в Бриндаване — 1974: Курс лекций Бхагавана Шри Сатья Саи Бабы по инд. культуре и духовности / [Пер. с англ. В. Федоровой]. — СПб. : СаиВеда, СПб, 2001. — 365 с. ISBN 5-936646-002-8
- Сатья Саи Баба. Летние розы на голубых горах. 1976. Амрита-Русь, 2004. ISBN 5-94355-082-8
- Сатья Саи Баба. Летние ливни в Бриндаване — 1978. — М. : Амрита-Русь, 2003 (Киров : ФГУИПП Вятка). — 268 с. ISBN 5-94355-053-4
- Сатья Саи Баба. Летние ливни в Бриндаване — 1979. Беседы Бхагавана Шри Сатья Саи Бабы по индийской культуре и духовности : [перевод с английского] / Бхагаван Шри Сатья Саи Баба. — Москва : Амрита-Русь, 2007. — 318 с.; ISBN 978-5-9787-0068-8
- Сатья Саи Баба. Летние ливни в Бриндаване — 1990. курс лекций по инд. культуре и духовности [Пер. с англ. Н. Гуськовой]. — М. : Армита-Русь, 2004 (ООО Тип. ИПО профсоюзов Профиздат). — 238 с.; ISBN 5-94355-109-3
- Сатья Саи Баба. Летние ливни в Бриндаване — 1993: беседы Бхагавана Шри Сатья Саи Бабы по инд. культуре и духовности / [пер. с англ. О. Кирпичниковой]. — Москва : Амрита-Русь, 2006. — 173 с. ISBN 5-94355-263-4
- Сатья Саи Баба. Летние ливни в Бриндаване — 2002: Беседы Бхагавана Шри Сатья Саи Бабы / [Пер. с англ. В. Вернигора]. — М. : Амрита-Русь, 2004 (ООО Тип. ИПО профсоюзов Профиздат). — 155 с. ISBN 5-94355-078-X

### Собрание изречений Сатьи Саи Бабы
- Кн. 1. Жемчужины мудрости. — 2-е изд., испр. — СПб. : Святослав, 2005. — 159 с. ISBN 5-98012-018-1
- Собрание изречений Сатьи Саи Бабы. Кн. 2. Служение. — 2-е изд., испр. — СПб. : Святослав, 2005. — 159 с. ISBN 5-98012-020-3
- Собрание изречений Сатьи Саи Бабы. Кн. 3. Преданность. — 2-е изд., испр. — СПб. : Святослав, 2005. — 118 с. ISBN 5-98012-022-1
- Собрание изречений Сатьи Саи Бабы. Кн. 4. Осознание. — 2-е изд., испр. — СПб. : Святослав, (Тип. ООО ИПК Бионт). 2005. — 113 с. ISBN 5-98012-031-9
- Собрание изречений Сатьи Саи Бабы. Кн. 5. Умиротворение. — 2-е изд., испр. — СПб. : Святослав, — 2005. — 126 с. ISBN 5-98012-032-4

### Отдельные сборники
- Сатья Саи Баба. 12 Упанишад. Практика постижения истинной реальности. [пер. с англ. О. Кирпичниковой]. — Москва : Амрита-Русь, 2009. — 174 с.; — (Серия: Современная Веданта). ISBN 978-5-9787-0440-2
- Сатья Саи Баба. Будь самим собой. Ведические практики счастливой жизни. [пер. с. англ. Ма Ананди (Кирпичниковой О.)]. — Москва : Амрита-Русь, 2010. — 255 с.; ISBN 978-5-413-00199-8
- Сатья Саи Баба. Ведические Наставления о целях, смысле и задачах жизни. Амрита-Русь, 2011. ISBN 978-5-94355-628-9
- Сатья Саи Баба. Ведическая мудрость в притчах и историях. Книга 1. — Москва : Амрита-Русь, — 2010. — 335 с. ISBN 978-5-413-00046-5
- Сатья Саи Баба. Веды в вопросах и ответах. Кн.1. Амрита-Русь, 2009. ISBN 978-5-94355-565-7
- Сатья Саи Баба. Веды в вопросах и ответах. Кн.2. Амрита-Русь, 2009. ISBN 978-5-94355-566-4
- Сатья Саи Баба. Веды как послание любви: суть учения : беседы Бхагавана Шри Сатья Саи Бабы в течение 1965 года / [пер. с англ. О. Кирпичниковой (Ма Ананди)]. — Москва : Амрита-Русь, 2011. — 382 с.; — (Свет Божественной Истины). ISBN 978-5-413-00243-8
- Сатья Саи Баба. Видья Вахини. Сутра Вахини [Пер. с англ. В. Вернигора]. — М. : Амрита-Русь, 2004 (Киров : ФГУИПП Вятка). — 175 с. ISBN 5-94355-089-5
- Сатья Саи Баба. Вы не можетет умереть. Внутренний опыт и реальная политика / Беседы Бхагавана Шри Сатья Саи Бабы; [пер. с англ. Е. Смородинниковой]. — Москва : Амрита-Русь, 2010. — 443 с.; — (Свет Божественной Истины). ISBN 978-5-413-00116-5
- Сатья Саи Баба: Вы тоже Боги. [сост. Лия Соколова]. — М. : Амрита-Русь, 2005. — 205 с.; ISBN 5-94355-276-6 ; — 2-е изд. — Москва : Амрита-Русь, 2008. — 204 с. ISBN 978-5-9787-0142-5
- Сатья Саи Баба. Диалог обреченного на смерть и великого Святого. Из серии «Мифы и легенды Древней Индии». Амрита-Русь, 2010. ISBN 978-5-94355-609-8
- Сатья Саи Баба. Древнее ведическое сказание Рамаяна. Арийский цикл. Амрита-Русь. ISBN 978-5-94355-572-5
- Сатья Саи Баба. Дхарма Вахини / Шри Сатья Саи Баба. — М. : Моск. центр Сатья Саи : Мозаика-синтез, Б. г. (1997). — 126,[1] с.; ISBN 5-86775-018-3 :
- Сатья Саи Баба. Дхарма Вахини : поток праведности ; Джняна вахини : поток веч. мудрости; Дхьяна вахини : поток медитации : [пер. с англ.] — М. : Амрита-Русь, 2005 (Киров : ОАО Дом печати — Вятка). — 317 с. ISBN 5-94355-295-2
- Сатья Саи Баба. Жизнь, смерть и освобождение: компиляция из Божественных Речей Бхагавана Шри Сатья Саи Бабы / [пер. с англ. С. Левиной Г. Хэй]. — Москва : Амрита-Русь, 2007. — 312 с. ISBN 978-5-9787-0021-3 ; — 2-е изд. — Москва : Амрита-Русь, 2009. — 317 с. ISBN 978-5-9787-0250-7
- Сатья Саи Баба. Жизнь — Смерть — Бессмертие / Бхагаван Шри Сатья Саи Баба; [сост. Л. Д. Грек]. — Новосибирск : ВЕДИ, 2007. — 107 с. ISBN 978-5-98979-003-6
- Сатья Саи Баба. Жить хорошо — это просто! Правила счастливой жизни. Амрита-Русь, 2009. ISBN 978-5-94355-602-9
- Сатья Саи Баба. Здоровье человека. Методы обретения внутреннего покоя и процветания. — Москва : Амрита-Русь, 2008. — 318с. ISBN 978-5-9787-0226-2 ; — 2-е изд. Амрита-Русь, 2010. 318с. ISBN 978-5-413-00220-9
- Сатья Саи Баба. Искусство самопознания. Издательство: Ганга, 2009. ISBN 978-5-98880-078-9
- Сатья Саи Баба. Истина в афоризмах. — Москва : Амрита-Русь, 2005. — 91 с. ISBN 5-94355-291-X :
- Сатья Саи Баба. Истина в афоризмах [сост. Е. А. Богатых]. — 2-е изд., испр. и доп. — Москва : Амрита-Русь, 2006 (Архангельск : ИПП Правда Севера). — 90с. ISBN 5-94355-394-0 ; −3-е изд. Амрита-Русь, 2008. — 111с. ISBN 978-5-9787-0217-0
- Сатья Саи Баба. Истории для детей. Амрита-Русь,2006. ISBN 5-94355-436-X
- Сатья Саи Баба. Йога действия. Значение самоотверженного служения. Собрание божественных лекций Бхагавана Шри Сатья Саи Бабы. (Составлено Кирит Пател и Виджай С.Амин). Санкт-Петербургский Центр Сатья Саи, 1997. ISBN 5-87383-01; — Москва : Амрита-Русь, 2006. — 109с. ISBN 5-94355-385-1 ; — 2-е изд. Амрита-Русь, 2007. — 109с. ISBN 978-5-9787-0072-5
- Сатья Саи Баба. Йога и медитация. Путь самореализации и освобождения. — Москва : Амрита-Русь, 2009. — 315с.; ISBN 978-5-9787-0436-5
- Сатья Саи Баба. Йога и религия (сборник цитат из бесед и книг). Амрита-Русь, 2006. ISBN 5-94355-434-3
- Сатья Саи Баба. Курс ведических лекций. Вечные ценности Упанишад. [пер. с англ. О. Кирпичниковой]. — Москва : Амрита-Русь, 2009. — 223 с. ISBN 978-5-9787-0377-1
- Сатья Саи Баба. Курс ведических лекций. Ментальная трасформация личности. Амрита-Русь, 2010. ISBN 978-5-94355-621-0
- Сатья Саи Баба. Курс ведических лекций. Практика наших дней. Амрита-Русь, 2009. ISBN 978-5-94355-568-8
- Сатья Саи Баба. Курс ведических лекций. Наставления. Амрита-Русь, 2009. ISBN 978-5-94355-587-9
- Сатья Саи Баба. Курс ведических лекций. Правила ежедневной жизни. Амрита-Русь, 2011. ISBN 978-5-413-00315-2
- Сатья Саи Баба. Курс ведических лекций. Цель рождения и смерти. беседы Бхагавана Шри Сатья Саи Бабы, посвященные индийской культуре и духовности, Бридаван, Уайтфилд, Бангалор : беседы Шри Сатья Саи Бабы, посвященные Упанишадам, во время Летних Курсов по индийской культуре и духовности в 1977 г. [пер. с англ. А. Язева]. — Москва : Амрита-Русь, 2010. — 255 с.; (Серия «С любовью к миру»). ISBN 978-5-413-00003-8
- Сатья Саи Баба. Летние розы на голубых горах, 1976 [Пер. с англ. О. Кирпичникова]. — М. : Амрита-Русь, 2004 (ООО Арт-диал). — 173 с. ISBN 5-94355-082-8
- Сатья Саи Баба. Лила Кайвалья Вахини: косм. игра Бога [пер. : О. Кирпичникова]. — М. : Амрита-Русь, 2005 (ГУП РМЭ Марийский полигр.-издат. комб.). — 59 с. ISBN 5-94355-208-1
- Сатья Саи Баба. Нектар бессмертия / Саи Баба. [Пер. Соболева Соня]. — М., [2000?]. — 222 с. ISBN 5-7135-0046-20
- Сатья Саи Баба. О Боге, Религии и Человеке. — Москва : Амрита-Русь, 2006 (Архангельск : ИПП Правда Севера). — 108 с. ISBN 5-94355-355-X
- Сатья Саи Баба. Образовать образование. — Москва : Амрита-Русь, 2006 (Архангельск : ИПП Правда Севера). — 61с. ISBN 5-94355-405-X
- Сатья Саи Баба. Освобождение от сомнений : Сандеха Ниварини / Бхагаван Шри Сатья Саи Баба. — 2-е изд. — Москва : Амрита-Русь, 2008. — 170 с.; ISBN 978-5-9787-0244-6
- Сатья Саи Баба. Према вахини : Поток святой любви : Беседы с Бхагаваном Шри Сатья Саи Бабой : Пер. с англ. — СПб. : Изд-во О-ва ведич. культуры, 1993. — 67с. ISBN 5-87383-040-1
- Сатья Саи Баба. Према Дхара (Река Любви). Издательство: «Лакшми», 1999. ISBN 5-87383-067-6
- Сатья Саи Баба. Путь к свободе. Учение, дарующее бессмертие. Амрита-Русь, 2009. ISBN 978-5-94355-549-7
- Сатья Саи Баба. Религия любви. Категории и оценки духовного состояния личности. [пер. с англ. А. П. Язева, Е. Е. Жуковской]. — Москва : Амрита-Русь, 2010. — 239 с.; — (Свет Божественной Истины). ISBN 978-5-413-00108-0
- Сатья Саи Баба. Садхана. Внутренний путь духовной дисциплины. Издательский комитет Центра Сатья Саи, СПб., 1998. ISBN 5-87383-043-6
- Сатья Саи Баба. Садхана. Внутренний путь: сб. высказываний из божеств. бесед Бхагавана Шри Сатья Саи Бабы — Москва : Амрита-Русь, 2006. — 251 с. ISBN 5-94355-370-3 ; — 2-е изд. — Москва : Амрита-Русь, 2009. — 251с.; ISBN 978-5-9787-0408-2
- Сатья Саи Баба. Саи и Иса. Иисус Христос. Воскресение в Индии : компиляция из печ. работ и речей Саи Бабы и произведений преданных о христианстве. Лич. впечатления. — СПб. : Фирма Коста, 2005 (Тип. ООО ИПК Бионт). — 85с. ISBN 5-98408-042-7
- Сатья Саи Баба. Сатья Саи Гита = Sai Baba Gita : Путь к самореализации и освобождению в наш век : Речи Сатья Саи Бабы на тему Б’агавад Гиты / [Пер. на рус. яз. и ред. Г. Хэй, С. Левиной]. — СПб. : СаиВеда, 2000. — 356 с. ISBN 5-87383-067-8 ; [3. изд.]. — М. : Амрита-Русь, 2003. — 491 с. ISBN 5-94355-046-1 ; — Амрита-Русь (АООТ Твер. полигр. комб.), 2004. — 491 с. ISBN 5-94355-124-7
- Сатья Саи Баба. Сила внутреннего покоя. Беседы о Веданте. [пер. с англ. Г. Хэй, М. Шафеев]. — 2-е изд. — Москва : Амрита-Русь, 2010. — 187 с.; — (Серия «С любовью к миру»). ISBN 978-5-413-00128-8
- Сатья саи Баба. Служение. Издательство: Святослав, 2005. ISBN 5-98012-020-3
- Сатья Саи Баба. Учение Сатья Саи Бабы. [Пер. с англ. О. Кирпичникова, С. Наугольная]. — М. : Амрита-Русь, 2004 (ООО Арт-диал). — 269 с. ISBN 5-94355-083-6 ; — 2-е изд. — Москва : Амрита-Русь, 2007. — 287 с. : ISBN 5-94355-520-X ; — 3-е изд. — Москва : Амрита-Русь, 2009. — 287 с. ISBN 978-5-9787-0360-3 ; — 4-е изд. — Москва : Амрита-Русь, 2010. — 287 с.; ISBN 978-5-413-00211-7
- Сатья Саи Баба. Чинна катха (Истории и притчи) — 1 том — СПб. : СаиВеда, 2002. ISBN 593346-032-X ; — М. : Амрита-Русь, (Киров : ОАО Дом печати — Вятка). Кн. 1. 2005. — 335 с. ISBN 5-94355-236-7
- Сатья Саи Баба. Чинна катха (Истории и притчи) — 2 том — СПб. : СаиВеда, 2002 ISBN 593346-032-X ; — М. : Амрита-Русь, (Киров : ОАО Дом печати — Вятка). Кн. 2. 2005. — 285 с. ISBN 5-94355-237-5
- Анил Кумар Камараджу. Сатьопанишад. Книга 1. [пер. с англ. Г. Борисов, О. Кирпичникова]. — М. : Амрита-Русь, (Киров : ОАО Дом печати — Вятка). — 2004. — 219 с. ISBN 5-94355-175-1
- Анил Кумар Камараджу. Сатьопанишад. Книга 2. [пер. с англ. Г. Борисов, О. Кирпичникова]. — М. : Амрита-Русь, (Киров : ОАО Дом печати — Вятка). — 2005. — 221 с. ISBN 5-94355-235-9
- О молитве и мантре (сборник цитат из книг Сатья Саи Бабы). — Москва : Амрита-Русь, 2007. — 124 с.; ISBN 978-5-9787-0066-4
- О Христе и христианстве. Выдержки из речей и письменных произведений Бхагавана Шри Сатья Саи Бабы. Редакция, издание: Санкт-Петербургский Центр Шри Сатья Саи Бабы, С.-Пб., 1995.
- «Сандеха Ниварини» (май 1958) Sandeha Nivarini (Разрешённые духовные сомнения: Диалоги с Бхагаван Шри Сатья Саи Бабой)[15]. С.-Пб.: Общество ведической культуры, 1993. — 74c. ISBN 5-87383-043-6
- Севастьянов К. В.(сост). Исцеляющая книга. Сборник наставлений и практических советов. Амрита-Русь, 2008. ISBN 978-5-9787-0251-4
- Творчество. Пришествие. Послание. — 3-е изд., испр. — Москва : Амрита-Русь, 2009. — 168 с. : ил.; — (Серия «Духовный поиск»). ISBN 978-5-9787-0297-2 На обл.: Сатья Саи Баба
- Фрей, Нина Петровна. Собрание изречений и мысли на каждый день Шри Сатьи Саи Бабы. — Калуга : Полиграф-Информ, 2002 (Полиграф-Информ). — 102 с. ISBN 5-93999-061-4
- Шудха Адитья. Потоки нектара Сатья Саи. Издательство: ОВК, издательская группа «Сатья», 1997. ISBN 5-87383-073-8

## Книги о Сатья Саи Бабе

### Произведения Нараяна Кастури
Нараяна Кастури (en:Narayana Kasturi) — основной библиограф Саи Бабы
- Кастури Н. САТЬЯМ ШИВАМ СУНДАРАМ. ИСТИНА ДОБРО КРАСОТА. История жизни Бхагавана Шри Сатьи Саи Бабы в 4-х томах, ТОМ I, 1926—1960 гг.[16], Амрита-Русь, 2008 ISBN 978-5-9787-0110-4
- Кастури Н. САТЬЯМ ШИВАМ СУНДАРАМ. ИСТИНА ДОБРО КРАСОТА. История жизни Бхагавана Шри Сатьи Саи Бабы в 4-х томах, ТОМ II, 1961—1967 гг.[17], Амрита-Русь, 2008 ISBN 978-5-9787-0201-9
- Кастури Н. САТЬЯМ ШИВАМ СУНДАРАМ. ИСТИНА ДОБРО КРАСОТА. История жизни Бхагавана Шри Сатьи Саи Бабы в 4-х томах, ТОМ III, 1968—1971 гг.[18], Амрита-Русь, 2008 ISBN 978-5-9787-0234-7
- Кастури Н. САТЬЯМ ШИВАМ СУНДАРАМ. ИСТИНА ДОБРО КРАСОТА. История жизни Бхагавана Шри Сатьи Саи Бабы в 4-х томах, ТОМ IV, 1971—1979 гг.[19], Амрита-Русь, 2009 ISBN 978-5-9787-0345-0

- Кастури Н. Гирлянда из 108 драгоценных жемчужин [пер.: Б. А. Загорулько, Р. К. Сергачев]. — Москва ; Херсон : Галиев Р. Г. ; 2007. — 98с.; ISBN 978-5-9900777-3-7
- Кастури Н. Прашанти. Путь к миру Высшему. Амрита-Русь, 2008 ISBN 978-5-9787-0200-2
- Кастури Н. Ступени йоги. Практические рекомендации. Амрита-Русь, 2009 ISBN 978-5-94355-593-0

### Произведения других авторов
- Антонов, Владимир Васильевич. Сатья Саи — Христос наших дней. — СПб.: Б. и., 1997. — 55 с.
- Афанасьев В. Записки русского пилигрима. Изд-во «СаиВеда», 2000. ISBN 5-93346-021-4
- Башкирова, Нина, Штайнер, Александр. Сила бога живого Саи Бабы для обретения денег: привлеките в свою жизнь столько денег, сколько хотите! — Москва : АСТ, 2008. — 115 с.; ISBN 978-5-17-055728-8
- Береснев А. А. У ног Учителя. — Екатеринбург : Ур. рабочий, 2000. — 397 с. ISBN 5-85383-178-X
- Бхарат Ю. Путешествие к Сатья Саи Бабе. «Индия-тур», 2009. — 409c. ISBN 978-5-9901720-3-6
- Варнер Дж.(сост.). Здоровье от Бога. Амрита-Русь, 2009. ISBN 978-5-94355-542-8
- Вдохновленная медицина: влияние Сатья Саи Бабы на мед. практику / Сост. и опубл. Джуди Варнер; [Пер. с англ. О. Кирпичниковой, Л. Алексиной]. — М. : Амрита-Русь, 2004 (Йошкар-Ола : ГУП РМЭ Мар. полигр.-издат. комбинат). — 365 с. ISBN 5-94355-123-9
- Гали Шарада Дэви. Тайны сердца женщины. Рука об руку с Богом: автобиография современницы Ширди Саи и Сатья Саи (1888—1986) / Гали Шарада Дэви (Педдаботту); [пер. с англ. О. В. Кирпичниковой]. — Москва : Амрита-Русь, 2010. — 319 с.; ISBN 978-5-413-00115-8
- Голдтвейт Дж. Очищение сердца. 2-е изд. Амрита-Русь, 2007. ISBN 978-5-9787-0088-6
- Дар, А. От страха к безусловной любви [Текст] : как преодолеть собственный ум и обрести свободу. — Москва : Амрита-Русь, 2010. — 141 с. ISBN 978-5-413-00212-4
- Дженнифер Гейз. Предельная высота или освобождение от зависимости. Амрита-Русь, 2006. ISBN 5-94355-466-1
- Баскин, Диана. Божественные воспоминания о Сатья Саи Бабе. [пер. с англ. Б. Кочеткова, Т. Кочетковой, С. Левиной]. — М. : Амрита-Русь, 2004 (Киров : ОАО Дом печати — Вятка). — 287 с. ISBN 5-94355-163-8
- Баскин, Диана. Постижение Божественного. Опыт общения с Богом. Амрита-Русь, 2009. ISBN 978-5-94355-591-6
- Жуковская, Елена Евгеньевна. Удивительная история, похожая на сказку, о необыкновенном мальчике по имени Сатья / Е. Е. Жуковская, А. П. Язев. — Москва : Амрита-Русь, 2005 (Архангельск : ИПП Правда Севера). — 31 с. ISBN 5-94355-346-0
- Загорулько, Б. А. Гаятри и Саи Гаятри Мантры / Загорулько Б. А. — Москва : Галиев Р. Г., 2007. — 47с.; ISBN 978-5-9900777-1-3

- Рамамурти, Карунамба. Дарующий блаженство. Путешествие с Саи. [пер. с англ. О. Кирпичниковой]. — Москва : Амрита-Русь, 2008. — 415 с.; ISBN 978-5-9787-0296-5
- Каструбин Э. М. Земные Боги — Божественные люди. (Тайны самопознания). Изд-во «КСП». ISBN 5-88694-043-X
- Книга таинств. Путь самопосвящения: откровение священных писаний, благовестие боговоплощения, медитации и молитвы / [подгот. С. М. Неаполитанским]. — Санкт-Петербург : Ин-т метафизики : Изд-во ОВК, 2006 (СПб. : ИПК Бионт). — 366с. ISBN 5-87383-034-7
- Кристал, Филлис. Обуздание нашего обезьяньего ума. Прашанти Нилаям «BOOK TRUST», 1999. ISBN 81-7208-252-5; — СПб. : СаиВеда, 2000. — 211 с. ISBN 5-93346-022-2
- Кришна Гейл-Кумар. Радуйтесь! Пророчества исполнились. Изд-во: Общество Ведической Культуры, 1997. ISBN 5-87383-111-4
- Кундра М. Р. Богореализация. Теория божественной инкарнации. Амрита-Русь, 2009. ISBN 978-5-94355-574-9
- Кундра М. Р. Саи Баба — Бог? [пер. с англ. Е. Богатых]. — М. : Амрита-Русь, 2005. — 282 с. ISBN 5-94355-219-7
- Мацциолени, Марио Дон. Аватар и священник [Пер. с англ. А.Язев]. СПб, 1999[20]
- Мацциолени, Марио Дон. Аватар Саи Баба и священник. Изд-во: Амрита-Русь, 2006 г. ISBN 5-94355-364-9
- Маццолени, Марио. Саи Баба и священник / Дон Марио Маццолени; [пер. с англ. А. П. Язева]. — 2-е изд. — Москва : Амрита-Русь, 2006. — 397 с. ISBN 5-94355-364-9
- Махешварананд. Сатья Саи и Нара-Нарайяна Гуфа-ашрам (пер. с англ. Егорова Н. Ю.). Издатель: Братство преданных Сатья Саи, С.-Пб.1993. ISBN 5-87383-043-6
- Мерфет, Говард. Огни дома (свет домашнего очага) [пер. с англ. Л. Алексиной, О. Кирпичниковой]. — М. : Амрита-Русь, 2004 (ГУП ИПК Ульян. Дом печати). — 205 с. ISBN 5-94355-142-5
- Мерфет, Говард. Приглашение к бессмертию : преображая и спасая людей [пер. с англ. Л. Алексиной]. — Москва : Амрита-Русь, 2007. — 237 с.; ISBN 978-5-9787-0101-2
- Мерфет Г. Саи Баба Аватар: (История Боговоплощения) — СПб.: Изд-во Санкт-Петербургского Центра Сатья Саи совместно с изд-вом Общества Ведической Культуры. 1995. — 264с. ISBN 5-87383-056-8
- Мерфет Г. Саи Баба Чудотворец. — СПб.: Изд-во Санкт-Петербургского Центра Сатья Саи совместно с изд-вом Общества Ведической Культуры. — 200с. ISBN 5-87383-059-2
- Мерфет Г. Там Где Кончается Дорога. 1997. ISBN 5-87383-061-4
- Климова, Нурания . Саи Баба — Любовь Моя, Жизнь Моя! Амрита-Русь, 2006. ISBN 5-94355-453-X
- Мехрабани, Нушин/ Любовь и страдание. Мой путь к освобождению. — Москва : Амрита-Русь, 2009. — 222с.; 2009. ISBN 978-5-9787-0433-4

- Орефьярд К. Бхагаван Шри Сатья Саи Баба: мой духовный наставник. — Изд-во: Феникс (РнД), 2006. ISBN 5-222-08767-0
- Орифьерд, Курт. Бхагаван Шри Сатья Саи Баба — мой божественный учитель. — М. ; СПб. : Диля, 2005 (ГИПК Лениздат). — 253 с.
- Мейсон, Пегги и Ленг, Рон. Сатья Саи Баба — воплощение любви. СПб.: Общество ведической культуры, 1993. ISBN 5-87383-001-0 ; — — М. : Амрита-Русь, 2003 (Киров : ФГУИПП Вятка). — 351 с. ISBN 5-94355-065-8
- О’Брайен, Мойя. Прикосновение Господа. Из жизни близнецов О' Брайен. [пер. с англ. Г. Хэй, С. Левиной, Д. Хэй]. — М. : Амрита-Русь, 2004 (ОАО Чапаев. издат.-полигр. об-ние). — 171 с. ISBN 5-94355-141-7
- Пророчество. Пришествие. Послание. — 4-е изд. — Москва : Амрита-Русь, 2010. — 168с. — (Серия «Духовный поиск»). ISBN 978-5-413-00136-3 На обл. : Сатья Саи Баба

- Брюс, Рита. Родительство или как воспитать Человека по учению Сатья Саи Бабы. Амрита-Русь, 2007 ISBN 5-94355-537-4
- Рачхаван, К. Справочник по индийской культуре и духовности : Из учения святого Бхагавана Шри Сатья Саи Баба / К. Рачхаван; Пер. Д. Лиджа Илин. — Кишинев : Сигма ; Бухарест : Архетип, 1991. — 63 с. ISBN 5-88554-014-4
- Рэлли, Лукас. Послание Саи к тебе и ко мне. Т. 3.- СПб.: Изд-во О-ва ведич. культуры, 1993. — 143с. ISBN 5-87383-030-4
- Рэлли, Лукас. Послание Саи к тебе и ко мне. Том V. Перевод с англ. — Санкт-Петербург, 1999. ISBN 5-93346-012-5
- Сандвайс С. Человек с Любовью — Бог. [пер. с англ. О. Кирпичниковой]. — Москва : Амрита-Русь, 2007. — 429 с. ISBN 978-5-9787-0042-8 ; — 2-е изд. — Москва : Амрита-Русь, 2011. — 429 с. ISBN 978-5-413-00247-6
- Сандвайс С. Шри Сатья Саи Баба: Сатья Саи, святой и… психиатр. — М. : Амрита-Русь, 2003 (Киров : ФГУИПП Вятка). — 296 с. ISBN 5-94355-049-6 ; — Амрита-Русь, 2004. ISBN 5-94355-152-2
- Серов, Александр Николаевич. Как приобрести достаток, обращаясь к Саи Бабе : просите о том, что вам нужно, — здесь и сейчас. — Санкт-Петербург : Невский проспект : Крылов, 2009 (Гатчина : Сев.-Западный печатный двор). — 155с.; ISBN 978-5-9717-0792-9

- Сушан С., В.Витал Бабу. Золотая революция Саи. Изд-во: «СаиВеда», 1999. ISBN 5-93346-005-2
- Тер-Акопян, Алла Константиновна. Иисус Христос — великий путник : Хождения Иисуса Христа в Индию, Тибет, Персию, Грецию, Египет — М. : Новый Центр, 2002. — 110 с. ISBN 5-89117-098-1
- Шримати Виджайи Кумари. Только в Тебе спасение. Амрита-Русь, 2002. ISBN 5-94355-015-1
- Шримати Виджайямма. С воплощенным Богом — к Божеству. Бадри Ятра. Паломничество в Бадри. Изд-во: Шри Према, 2004
- Хислоп, Джон С. Беседы с Бхагаваном Шри Сатья Саи Бабой. [Пер. и ред. Б. А. Загорулько и Н. Н. Самсоновой. ]. — СПб. : Изд-во О-ва ведич. культуры, 1994. — 219с.; — 2. изд., испр. и доп. — М. : ГНОМ и Д, 2001. — 279с. ISBN 5-296-00215-6;
- Хислоп, Джон С. Беседы с Бхагаваном Шри Сатья Саи Бабой. [пер. с англ. О. Кирпичниковой]. — Москва : Амрита-Русь, 2005. — 283 с. ISBN 5-94355-275-8
- Хислоп, Джон С. В поисках божественного. [пер. с англ. О. Кирпичниковой]. — Москва : Амрита-Русь, 2006. — 270 с. ISBN 5-94355-350-9
- Хоули Дж. Бхагавад гита. Путеводитель для западного человека. Амрита-Русь, 2008. ISBN 978-5-9787-0219-4
- Сатья Саи Баба. Факир. Волшебник. Мудрец. — Санкт-Петербург : Афина, 2008. — 222 с.; ISBN 978-5-91271-056-8
- Фиппс П. Сатья Саи Баба и Иисус Христос: Евангелие для золотого века (пер. с англ. Рожковой Т.). Изд-во: «СаиВеда», 2003.
- Фрей, Нина. Восточная мудрость Сатьи Саи для нео-таро ошо — Калуга : Полиграф-Информ, 2002 (Полиграф-Информ). — 98 с. ISBN 5-93999-055-X
- Язев А. Богочеловек Сатья Саи Баба и вечное учение. — СПб., 2001. — 229с. ISBN 5-93346-005-2
- Язев А. Аватар Сатья Саи Баба и вечное учение. — Изд. второе. — М. : Амрита-Русь, (Киров : ОАО Дом печати — Вятка). — 2005.- 430 с. ISBN 5-94355-296-0